# Thézey-Saint-Martin
Thézey-Saint-Martin – miejscowość i gmina we Francji, w regionie Grand Est, w departamencie Meurthe i Mozela.
Według danych na rok 1990 gminę zamieszkiwało 189 osób, a gęstość zaludnienia wynosiła 24 osób/km² (wśród 2335 gmin Lotaryngii Thézey-Saint-Martin plasuje się na 856. miejscu pod względem liczby ludności, natomiast pod względem powierzchni na miejscu 755.).